# South America Bites the Dust Tour
A South America Bites the Dust Tour a Queen együttes 1981. február 28-ától 1981. március 21-éig tartó dél-amerikai turnéja. A koncertek Argentínában és Brazíliában zajlottak az ottani nagy futballstadionokban.

## Története
Mivel a hétállomásos turné gyakorlatilag a The Game album dél-amerikai lemezbemutatójának tekinthető – annak ellenére, hogy saját nevet kapott –, így a koncertek műsora is szinte teljesen megegyezett az amerikai vagy európai The Game turné műsorával. Minimális eltérés, hogy a Somebody to Love és a Need Your Loving Tonight dalok állandó szereplői lettek a koncerteknek.
A közel 1 millió angol font költségvetésű, egy hónapos dél-amerikai út első (és második) állomása a Vélez Sarsfield stadion volt Argentína fővárosában, Buenos Airesben. Az együttes február 23-án érkezett meg a városba, ahol a reptéren a hangszórókból Queen-számokat játszottak a várakozó rajongóknak és utazóknak. A zenekart az argentin elnök megbízottja is köszöntötte a reptéren, és azonnal fegyveres rendőri kíséretet adott melléjük az akkor katonai diktatúraként működő, bizonytalan gazdasági és politikai helyzetű országban.
A Queent megelőzően egyedül a The Police játszott Dél-Amerikában a legnépszerűbb nyugati zenekarok közül, de Sting együttese kisebb helyszíneken lépett fel, mint a Queen, akik két teljes színpadot is béreltek a turnéra, hogy amíg az egyiken éppen játszanak, addig a másikat a következő helyszínen már fel tudják állítani. Az együttes a csúcson volt Argentínában. Az Another One Bites the Dust a slágerlista első helyén állt, a Love of My Life több mint egy éve folyamatosan szerepelt a kislemezlistán, a The Game albumból pedig kétmillió példányt adtak el addig az országban.
A február 28-án adott nyitókoncertet 60 000 néző látta élőben a Vélez Sarsfield stadionban, melynek eredeti gyepét végig műfűvel kellett lefedni, hogy ne tapossák szét. A koncert utáni partin az 1978-ban hazai pályán világbajnok argentin futball-válogatott szövetségi kapitányával és az akkor még a Boca Juniorsban játszó ifjú Diego Maradonával ünnepelt együtt a Queen. A forró hangulatú bemutatkozó koncertet másnap este egy újabb követte, amit egész Argentína és Brazília élő tévéközvetítésben figyelhetett. Március 4-én Mar del Plata, március 6-án pedig Rosario városok stadionjaiban léptek fel, majd március 8-án egy újabb Buenos Aires-i koncerttel búcsúztak Argentínától.
A turné folytatásaként Brazíliába utazott az együttes, ahol az eredeti tervek szerint a híres Maracanã Stadionban szerettek volna fellépni Rio de Janeiróban, ám a brazil hatóságok erre nem adtak engedélyt. Így március 20-án és 21-én São Paulóban, a Morumbi stadionban játszott a Queen, esténként (rekordnak számító) 130 000 néző előtt. A dél-amerikai turné során összesen közel félmillió embernek játszott élőben a Queen. Brazíliába 1985-ben a Rock in Rio fesztiválra tért vissza az együttes, Argentínában viszont nem léptek fel többé.

## Közreműködők
- Freddie Mercury – ének, zongora, csörgődob, ritmusgitár
- Brian May – elektromos gitár, háttérvokál, bendzsó, akusztikus gitár
- Roger Taylor – dob, háttérvokál
- John Deacon – basszusgitár

## Koncertek
| Időpont           | Helyszín                 |
| ----------------- | ------------------------ |
| 1981. február 28. | Argentína, Buenos Aires  |
| 1981. március 1.  | Argentína, Buenos Aires  |
| 1981. március 4.  | Argentína, Mar del Plata |
| 1981. március 6.  | Argentína, Rosario       |
| 1981. március 8.  | Argentína, Buenos Aires  |
| 1981. március 20. | Brazília, São Paulo      |
| 1981. március 21. | Brazília, São Paulo      |

## Dalok listája
Jellemző műsor
1. Intro
2. We Will Rock You (gyors változat)
3. Let Me Entertain You
4. Play the Game
5. Somebody to Love
6. Medley:
  1. Mustapha
  2. Death on Two Legs
  3. Killer Queen
  4. I’m in Love with My Car
7. Get Down, Make Love
8. Need Your Loving Tonight
9. Save Me
10. Now I’m Here
11. Dragon Attack
12. Now I’m Here (reprise)
13. Fat Bottomed Girls
14. Love of My Life
15. Keep Yourself Alive
16. Instrumental Inferno
17. Flash’s Theme
18. The Hero
19. Crazy Little Thing Called Love
20. Bohemian Rhapsody
21. Tie Your Mother Down
22. Another One Bites the Dust
23. Sheer Heart Attack
24. We Will Rock You
25. We Are the Champions
26. God Save the Queen

Ritkán előadott dalok
- Rock It (Prime Jive)
- Jailhouse Rock